# Markinkele
Der Markinkele (2545 m s.l.m., ita. Cornetto di confine; auch als  Marchkinkele oder Marchginggele bezeichnet) ein Gipfel in den südlichen Villgratner Bergen an der Grenze zwischen Südtirol (Italien) und Osttirol (Österreich).

## Name
Im Friedensvertrag von Saint-Germain von 1919 wird der Markinkele als neuer italienisch-österreichischer Grenzberg ausdrücklich genannt. Die italienische Bezeichnung Cornetto di Confine (Grenzhorn) schuf Anfang des 20. Jahrhunderts Ettore Tolomei, um die Ansprüche Italiens auf Südtirol zu untermauern.  Sie wurde dann in den 1920er Jahren offiziell eingeführt und unterstrich den Umstand, nunmehr genau die Grenze zwischen Italien und Österreich zu markieren.

## Tourismus
Der Markinkele bietet Ausblicke u. a. auf die zwei größeren der Drei Zinnen. Mountainbiker können den Berg von Toblach ausgehend durch das Silvestertal auf alten Militärstraßen erreichen (für andere Fahrzeuge ist der Zugang nicht gestattet) und dann weiter über die Hochrast wieder ins Tal Richtung Sillian fahren. Zu Fuß und im Winter mit Tourenskiern ist der Markinkele auch von Innervillgraten erreichbar. 
Seit 2020 besteht am Gipfel des Markinkele eine Schutzhütte, die Marchhütte. Es handelt sich dabei um drei renovierte Gebäude, die in den 1930er Jahren als Teil des Alpenwalls zur Unterbringung von Soldaten erbaut worden waren.